# Холодная осень
«Холодная осень» — рассказ Ивана Алексеевича Бунина, написанный в мае 1944 года.
Писатель работал над текстом, когда жил в оккупированной германскими войсками Франции, и поэтому произведение несёт на себе печать времени, проявляющуюся в поэтике и стилистике.
Исследователь Ц. Вэньяо отмечает, что рассказ может быть условно поделён на три части. Деление на части и вычленение каждой из них упрощаются тем, что любая часть обязательно начинается с указания на время: «В июне того года…» (первая часть); «Через месяц в Галиции» (вторая часть); «И вот прошло с тех пор целых тридцать лет…» (третья часть). Во второй части рассказа время идет очень быстро. По сравнению с первой частью, во второй слова и словосочетания, составляющие лексико-тематическое поле «время», отличаются конкретностью: точно названы даты происходящего и обозначены их исторические приметы. В третьей части рассказа время также дается не линейно, а так, как сохранила его память. С последней встречи героев прошло тридцать лет, из которых более и менее зафиксирована лишь весна восемнадцатого года до апреля, когда состоялся отъезд в Екатеринодар. Перед нами главная антитеза рассказа, на которой «держится» художественное время: «несколько дней — и вся жизнь». Чем шире хронологические рамки, тем неуловимее реальное ощущение пустого времени, незаполненного событиями.
Исследователь М. Я. Дымарский о сюжете: «Сюжет рассказа оказывается встроенным в ситуацию речемыслительного действия воспоминания. <…> Ситуация воспоминания становится при этом единственным главным сюжетом произведения».

## Экранизация
- 1990 — Холодная осень, СССР